# Tom Reamy
Thomas Earl „Tom“ Reamy (* 23. Januar 1935 in Woodson, Texas; † 4. November 1977 in Independence, Missouri) war ein amerikanischer Science-Fiction- und Fantasy-Autor.

## Leben und Werk
Der gebürtige Texaner Reamy machte sich in Science-Fiction-Kreisen ab Mitte der 1960er Jahre als Herausgeber des Fanmagazins Trumpet und später Nickelodian sowie seinem Engagement bei den Treffen der Fan-Szene einen Namen. Bereits zuvor schrieb Reamy Science-Fiction und Fantasy-Kurzgeschichten, die von den Mitgliedern des Austiner Turkey City Writer’s Workshop, dessen Mitglied er war, zwar hoch gelobt wurden, ihn selbst aber nicht so zufriedenstellten, dass er sie hätte veröffentlichen lassen.
Reamy war ein talentierter Maler und Grafikdesigner. Die Mischung seiner Begabungen führte ihn für einige Jahre nach Hollywood, wo er Drehbücher schrieb und als Requisiteur für die Softporno-Produktion Flesh Gordon (1974) arbeitete.
1974 zog Reamy nach Kansas City, wo er sich ganz dem Schreiben widmete. Er verfasste vor allem Kurzgeschichten und Novellen, die in verschiedenen Anthologien sowie Magazinen, wie dem The Magazine of Fantasy & Science Fiction, veröffentlicht wurden. Seine Arbeiten wurden begeistert aufgenommen und er erhielt auch prompt den John-W.-Campbell-Award als bester neuer Autor. Danach wurde er mehrfach für die großen Science-Fiction-Preise, Nebula und Hugo vorgeschlagen.  Für San Diego Lightfoot Sue konnte er 1975 den Nebula-Award in der Kategorie Best Novelette erringen.
Thomas Earl Reamy starb 1977 im Alter von 42 Jahren an einem Herzinfarkt, während er an seiner Schreibmaschine saß.
In Reamys Nachlass fand man seinen einzigen Roman Blinde Stimmen (Blind Voices), der 1978 posthum veröffentlicht wurde. Auch dieser Roman wurde für Hugo- und Nebula-Award nominiert und ist vor allem dafür verantwortlich, dass Reamy mit Autoren wie Ray Bradbury und Richard Matheson verglichen wird.

## Auszeichnungen
- 1974: Nominiert für den Nebula-Award in der Kategorie Best Novelette für Twilla
- 1975: Gewinner des Nebula-Awards in der Kategorie Best Novelette für San Diego Lightfoot Sue
- 1976: Nominiert für den Hugo-Award in der Kategorie Best Novellette für San Diego Lightfoot Sue
- 1976: Gewinner des John-W.-Campbell-Awards als bester neuer Autor
- 1978: Nominiert für den Nebula-Award in der Kategorie Best Novel für Blind Voices
- 1979: Nominiert für den Hugo-Award in der Kategorie Best Novel für Blind Voices
- 1979: Gewinner des Balrog Awards in der Kategorie Best Novel für Blind Voices

## Bibliografie
Roman
- Blind Voices (1978)
  - Deutsch: Blinde Stimmen. Heyne Science Fiction & Fantasy #3900, 1982, ISBN 3-453-30823-9.

Sammlung
- San Diego Lightfoot Sue and Other Stories (1979)

Kurzgeschichten
- Jenny’s Friends (1954)
- The Wondrous Adventures of Grady Goodmonster or My Vacation (1965)
- Poul Anderson’s The Broken Sword (1966)
- Beyond the Cleft (1974)
- Twilla (1974)
  - Deutsch: Twilla. In: James Gunn (Hrsg.): Der Tag vor der Revolution. Moewig (Playboy Science Fiction #6732), 1982, ISBN 3-8118-6732-6.
- Sting! (1975)
- Under the Hollywood Sign (1975)
- San Diego Lightfoot Sue (1975)
  - Deutsch: San Diego Lightfoot Sue. In: Manfred Kluge (Hrsg.): Cagliostros Spiegel. Heyne (Heyne Science Fiction & Fantasy #3569), 1977, ISBN 3-453-30464-0.
- The Mistress of Windraven (1976)
- The Sweetwater Factor (1976)
- Dinosaurs (1976)
- The Detweiler Boy (1977)
  - Deutsch: Der Detweiler-Bub. In: Manfred Kluge (Hrsg.): Die Cinderella-Maschine. Heyne (Heyne Science Fiction & Fantasy #3605), 1978, ISBN 3-453-30512-4.
- Wonder Show (1977)
- Insects in Amber (1978)
  - Deutsch: Insekten im Bernstein. Übersetzt von Johannes Jaspert. In: Manfred Kluge (Hrsg.): Insekten im Bernstein. Heyne (Heyne Science Fiction & Fantasy #3767), 1980, ISBN 3-453-30668-6.
  - Deutsch: Insekten in Bernstein. Übersetzt von Stefan Troßbach. In: Edward L. Ferman, Anne Jordan (Hrsg.): Die besten Horror-Stories. Droemer Knaur (Knaur Horror #1835), 1989, ISBN 3-426-01835-7.
- Waiting for Billy Star (1978)
- 2076: Blue Eyes (1979)
- Variant: Blue Eyes (1979)
- M Is For the Million Things (1981)